# トレント・ブラウン
トレントン・ジャコビー・ブラウン（Trenton Jacoby Brown、1993年4月13日 - ）は、アメリカ合衆国テキサス州バストロップ出身のアメリカンフットボール選手。ポジションはオフェンシブタックル（OT）。NFLのシンシナティ・ベンガルズに所属している。
カレッジフットボールはフロリダ大学でプレーをし、2015年のNFLドラフトで7巡目全体244位指名をされ、サンフランシスコ・49ersに入団した。

## 大学時代

### ジョージア・ミリタリー・カレッジ
2011年の秋にジョージア州ミレッジビルにあるジョージア・ミリタリー・カレッジに入学し、2年間フットボールをプレーした。2012年にはNJCAAオールアメリカンの第2チームに選ばれ、多くのNCAAディビジョンIの大学からリクルートされた。

### フロリダ大学
最終的には、リクルートされた大学のなかでフロリダ大学でプレーすることを決めた。
その後、タイラー・ムーアが負傷したため、ジョージア戦で先発オフェンシブタックルを務めた。2014年シーズンの初めには、オフェンシブガードにポジションを変えた。

## プロキャリア
| 身長                                                                       | 体重            | 腕 の 長 さ   | 手 の 大 き さ    | 40Yrd ダ ッ シ ュ | 10Yrd ス プ リ ッ ト | 20Yrd ス プ リ ッ ト | 20Yrd シ ャ ト ル | 3 コ 丨 ン ド リ ル | 垂 直 跳 び   | 立 ち 幅 跳 び      | ベ ン チ プ レ ス |
| -------------------------------------------------------------------------- | --------------- | ------------- | ----------------- | ----------------- | -------------------- | -------------------- | ----------------- | ------------------- | ------------- | ------------------- | ----------------- |
| 6 ft 8+1⁄2 in (204 cm)                                                     | 355 lb (161 kg) | 36 in (91 cm) | 10+7⁄8 in (28 cm) | 5.29 s            | 1.89 s               | 3.08 s               | 4.78 s            | 8.23 s              | 28 in (71 cm) | 8 ft 10 in (2.69 m) | 20 回             |
| All values from NFLコンバイン except vertical and broad jump from pro day. |                 |               |                   |                   |                      |                      |                   |                     |               |                     |                   |

### サンフランシスコ・49ers時代
2015年5月2日、ブラウンは2015年のNFLドラフトで7巡目全体244位でサンフランシスコ・フォーティナイナーズに指名された。ルーキーシーズンには、合計5試合に出場した。
2016年には、16試合すべてに先発出場した。
2017年は右タックルとして10試合を先発出場した後、2017年12月16日に肩の負傷で故障者リストに入れられた。

### ニューイングランド・ペイトリオッツ時代
2018年4月27日、ブラウンは2018年のNFLドラフトの95位指名権と引き換えにニューイングランド・ペイトリオッツにトレードされた。ブラウンの加入は、ペイトリオッツのヘッドコーチであるビル・ベリチックが、パワーランニング・オフェンスの強化のための補強だった。ペイトリオッツでは左タックルとしてプレーし、16試合すべてに先発出場した。ブラウンは、ペイトリオッツの第53回スーパーボウルでの優勝に貢献した。

### オークランド/ラスベガス・レイダース時代
2019年3月13日、ブラウンはオークランド・ レイダースと4年6,600万ドルの契約を結び、リーグで最高額のオフェンシブラインマンとなった。ヘッドコーチのジョン・グルーデンは、ブラウンをそのまま右タックルとして起用することを発表した。レイダースでの最初の11試合で、326回のパスブロッキング スナップでサックを許したのは1回のみだった。2019年12月17日には、キャリア初のプロボウルに選ばれた。翌日、IRに入れられ、シーズンを終えた。
第8週の試合前に点滴静脈注射を受けている際に、空気が血流に入り、入院しなければならなくなったため、試合に出場することができなかった。

### ニューイングランド・ペイトリオッツ時代 (2度目)
2021年3月17日、ブラウンは2022年のNFLドラフトの5巡目指名権と引き換えに、ニューイングランド・ペイトリオッツトレードされた。第1週のマイアミ・ドルフィンズ戦で脹脛が筋肉痛を負傷し、3試合を欠場したのち、2021年10月9日に負傷者リストに入れられた。
ブラウンは、2022年3月21日にペイトリオッツと2年1,300万ドルでの再契約に合意した。

### シンシナティ・ベンガルズ時代
2024年3月19日、シンシナティ・ベンガルズと契約した。